# قائمة المقاريب الفضائية

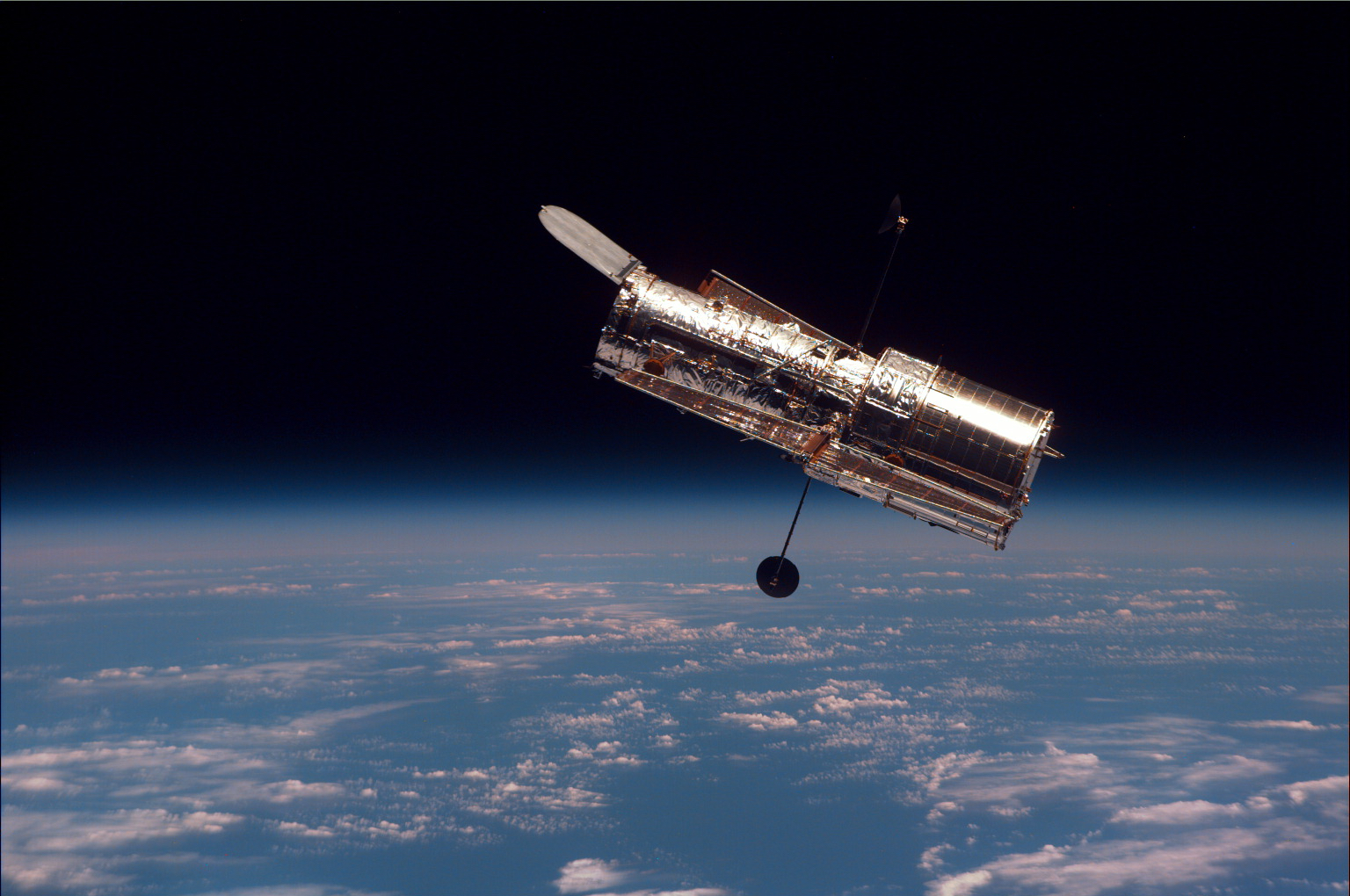
مقراب هابل الفضائي

هذه قائمة المقاريب الفضائية (المراصد الفضائية الفلكية) بحسب نطاقات التردد الرئيسية: أشعة غاما والأشعة السينية والأشعة فوق البنفسجية والمرئية والأشعة تحت الحمراء والميكروويف والراديوية. المقاريب التي تعمل في نطاقات تردد متعددة مدرجة في جميع الأقسام المناسبة. كما ستُسرَد المقاريب الفضائية التي تجمع الجزيئات، مثل الأشعة الكونية أو الإلكترونات، فضلا عن الأدوات التي تهدف إلى اكتشاف موجات الجاذبية. والبعثات التي لها أهداف محددة داخل النظام الشمسي (مثل الشمس وكواكبها) مستبعدة هنا.
وتقدم قيمتان لأبعاد المدار الابتدائي. وبالنسبة للمقاريب في المدار الأرضي، يدون الارتفاع الأدنى والحد الأقصى بالكيلومترات. أما بالنسبة للمقاريب في المدار الشمسي، فإن المسافة الدنيا (الحضيض) والمسافة القصوى (الأوج) بين المقراب ومركز كتلة الشمس مدونة بالوحدات الفلكية .

## أشعة غاما
تقوم مقاريب أشعة غاما بجمع وقياس أشعة غاما عالية الطاقة من المصادر فلكية. التي يمتصها غلاف الأرض الجوي، مما يتطلب إجراء الرصدات بواسطة بالونات عالية الارتفاع أو بعثات فضائية. ويمكن توليد أشعة غاما بواسطة المستعرات العظمى والنجوم النيوترونية والنباضات والثقوب السوداء. كما تم الكشف عن انفجارات أشعة غاما، مع طاقات عالية للغاية، ولكن لم يتم تحديد مصدرها بعد
| صورة | الاسم                                                  | وكالة الفضاء                                                                            | تاريخ الإطلاق  | النهاية       | الموقع                      | مراجع                |
| ---- | ------------------------------------------------------ | --------------------------------------------------------------------------------------- | -------------- | ------------- | --------------------------- | -------------------- |
|      | مرصد الفلك العالي الطاقة 3 (HEAO 3)                    | ناسا                                                                                    | 20 سبتمبر 1979 | 29 مايو 1981  | مدار أرضي (486.4–504.9 كم)  | [ 2 ] [ 3 ] [ 4 ]    |
|      | كاشف أشعة غاما خفيف الوزن للتصوير الفلكي (أجيل، AGILE) | وكالة الفضاء الإيطالية                                                                  | 23 أبريل 2007  | —             | مدار أرضي(524–553 كم)       | [ 5 ] [ 6 ]          |
|      | مرصد كومبتون لأشعة غاما (CGRO)                         | ناسا                                                                                    | 5 أبريل 1991   | 4 يونيو 2000  | مدار أرضي(362–457 كم)       | [ 7 ] [ 8 ] [ 9 ]    |
|      | كوز-بي                                                 | وكالة الفضاء الأوروبية                                                                  | 9 أغسطس 1975   | 25 أبريل 1982 | مدار أرضي(339.6–99,876 كم)  | [ 10 ] [ 11 ] [ 12 ] |
|      | غاما                                                   | برنامج الفضاء السوفيتي، المركز الوطني للدراسات الفضائية، وكالة الفضاء الروسية الفدرالية | 1 يوليو 1990   | 1992          | مدار أرضي(375 كم)           | [ 13 ]               |
|      | إيكاروس (GAP)                                          | منظمة استكشاف الفضاء اليابانية                                                          | 21 مايو 2010   | —             | مدار شمسي                   | [ 14 ]               |
|      | مرصد فيرمي الفضائي لأشعة غاما                          | ناسا                                                                                    | 11 يونيو 2008  | —             | مدار أرضي(555 كم)           | [ 15 ]               |
|      | غرانات                                                 | المركز الوطني الفرنسي للبحث العلمي & معهد أبحاث الفضاء التابع لأكاديمية العلوم الروسية  | 1 ديسمبر 1989  | 25 مايو 1999  | مدار أرضي(2,000–200,000 كم) | [ 16 ] [ 17 ] [ 18 ] |
|      | هيت (هيت 2)                                            | ناسا                                                                                    | 9 أكتوبر 2000  | 2007 ?        | مدار أرضي(590–650 كم)       | [ 19 ] [ 20 ] [ 21 ] |
|      | مختبر الفيزياء الفلكية الدولي لأشعة غاما (INTEGRAL)    | وكالة الفضاء الأوروبية                                                                  | 17 أكتوبر 2002 | —             | مدار أرضي(639–153,000 كم)   | [ 22 ] [ 23 ]        |
|      | مصور أشعة غاما المنخفضة الطاقة (LEGRI)                 | المعهد الوطني للتقنيات الفضائية                                                         | 19 مايو 1997   | 2002          | مدار أرضي(600 كم)           | [ 24 ] [ 25 ]        |
|      | القمر الصناعي الفلكي الصغير 2 (SAS 2)                  | ناسا                                                                                    | 15 نوفمبر 1972 | 8 يونيو 1973  | مدار أرضي(443–632 كم)       | [ 26 ] [ 27 ]        |
|      | مرصد سويفت الفضائي                                     | ناسا                                                                                    | 20 نوفمبر 2004 | —             | مدار أرضي(585–604 كم)       | [ 28 ] [ 29 ]        |

## الأشعة السينية
مقاريب الأشعة السينية تقوم بقياس الفوتونات العالية الطاقة التي تسمى الأشعة السينية. هذه الأشعة لا تسافر لمسافات طويلة من خلال الغلاف الجوي، وهذا يعني أنها لا تراصد إلا في المناطق المرتفعة من الغلاف الجوي أو في الفضاء. وهناك عدة أنواع من الأجسام الفلكية تبعث منها الأشعة السينية، من عناقيد المجرات، من خلال الثقوب السوداء ومن نوى المجرات النشطة إلى الأجسام المجرية مثل بقايا المستعر الأعظم والنجوم الثنائية التي تحتوي على قزم أبيض (نجوم متغيرة كارثية) أو نجم نيوتروني أو ثقب أسود ( ثنائيات الأشعة السينية). بعض الاجرام النظام الشمسي تنبعث منها الأشعة السينية، وأبرزها القمر، على الرغم من أن معظم سَناً الأشعة السينية القمرية ينبع من الأشعة السينية الشمسية المنعكسة. ويعتقد أن مجموعة من بين العديد من مصادر الأشعة السينية التي لم يبت فيها بعد تنتج خلفية الأشعة السينية المرصودة.
| صورة | الاسم                                                                  | وكالة الفضاء                                                                           | تاريخ الإطلاق    | النهاية        | الموقع                                                               | مراجع                |
| ---- | ---------------------------------------------------------------------- | -------------------------------------------------------------------------------------- | ---------------- | -------------- | -------------------------------------------------------------------- | -------------------- |
|      | مرصد الفلك العالي الطاقة 1 (HEAO 1)                                    | ناسا                                                                                   | 12 أغسطس 1977    | 9 يناير 1979   | مدار أرضي (445 كم)                                                   | [ 30 ] [ 31 ] [ 32 ] |
|      | مرصد الفلك العالي الطاقة 3 (HEAO 3)                                    | ناسا                                                                                   | 20 سبتمبر 1979   | 29 مايو 1981   | مدار أرضي (486.4–504.9 كم)                                           | [ 2 ] [ 3 ] [ 4 ]    |
|      | أبريكساس                                                               | مركز الطيران والفضاء الألماني                                                          | 28 أبريل 1999    | 1 يوليو 1999   | مدار أرضي (549–598 كم)                                               | [ 33 ] [ 34 ] [ 35 ] |
|      | القمر الصناعي المتقدم لعلم الكونيات والفيزياء الفلكية (أسكا، أسترو-دي) | ISAS & ناسا                                                                            | 20 فبراير 1993   | 2 مارس 2001    | مدار أرضي (523.6–615.3 كم)                                           | [ 36 ] [ 37 ]        |
|      | أجيل                                                                   | وكالة الفضاء الإيطالية                                                                 | 23 أبريل 2007    | —              | مدار أرضي (524–553 كم)                                               | [ 5 ] [ 6 ]          |
|      | ارييل 5                                                                | SRC & ناسا                                                                             | 15 أكتوبر 1974   | 14 مارس 1980   | مدار أرضي (520 كم)                                                   | [ 38 ] [ 39 ]        |
|      | أليكسيس                                                                | مختبر لوس ألاموس الوطني                                                                | 25 أبريل 1993    | 2005           | مدار أرضي (749–844 كم)                                               | [ 40 ] [ 41 ] [ 42 ] |
|      | أريابهاتا                                                              | منظمة البحوث الفضائية الهندية                                                          | 19 أبريل 1975    | 23 أبريل 1975  | مدار أرضي (563–619 كم)                                               | [ 43 ]               |
|      | أسترون                                                                 | معهد أبحاث الفضاء التابع لأكاديمية العلوم الروسية                                      | 23 مارس 1983     | يونيو 1989     | مدار أرضي (2,000—200,000 كم)                                         | [ 44 ] [ 45 ] [ 46 ] |
|      | القمر الصناعي الفلكي الهولندي (ANS)                                    | المعهد الهولندي لبحوث الفضاء                                                           | 30 أغسطس 1974    | يونيو 1976     | مدار أرضي (266–1176 كم)                                              | [ 47 ] [ 48 ]        |
|      | أستروسات                                                               | منظمة البحوث الفضائية الهندية                                                          | 28 سبتمبر 2015   | —              | مدار أرضي (600–650 كم)                                               | [ 49 ] [ 50 ] [ 51 ] |
|      | بيبوساكس                                                               | وكالة الفضاء الإيطالية                                                                 | 30 أبريل 1996    | 30 أبريل 2002  | مدار أرضي (575–594 كم)                                               | [ 52 ] [ 53 ] [ 54 ] |
|      | مقراب الأشعة السينية الواسع النطاق/Astro 1                             | ناسا                                                                                   | 2 ديسمبر 1990    | 11 ديسمبر 1990 | مدار أرضي (500 كم)                                                   | [ 55 ] [ 56 ]        |
|      | مرصد تشاندرا الفضائي للأشعة السينية                                    | ناسا                                                                                   | 23 يوليو 1999    | —              | مدار أرضي (9,942–140,000 كم)                                         | [ 57 ] [ 58 ]        |
|      | كوس-بي                                                                 | وكالة الفضاء الأوروبية                                                                 | 9 أغسطس 1975     | 25 أبريل 1982  | مدار أرضي (339.6–99,876 كم)                                          | [ 10 ] [ 11 ] [ 12 ] |
|      | قمر الإشعاع الكوني (كورسا)                                             | ISAS                                                                                   | 6 فبراير 1976    | 6 فبراير 1976  | فشل مركبة الاطلاق                                                    | [ 59 ] [ 60 ]        |
|      | مرصد أينشتاين (هيو-2)                                                  | ناسا                                                                                   | 13 نوفمبر 1978   | 26 أبريل 1981  | مدار أرضي (465–476 كم)                                               | [ 61 ] [ 62 ]        |
|      | إكسوسات                                                                | وكالة الفضاء الأوروبية                                                                 | 26 مايو 1983     | 8 أبريل 1986   | مدار أرضي (347–191,709 كم)                                           | [ 63 ] [ 64 ] [ 65 ] |
|      | جينغا (أسترو-سي)                                                       | ISAS                                                                                   | 5 فبراير 1987    | 1 نوفمبر 1991  | مدار أرضي (517–708 كم)                                               | [ 66 ] [ 67 ] [ 68 ] |
|      | غرانات                                                                 | المركز الوطني الفرنسي للبحث العلمي & معهد أبحاث الفضاء التابع لأكاديمية العلوم الروسية | 1 ديسمبر 1989    | 25 مايو 1999   | مدار أرضي (2,000–200,000 كم)                                         | [ 16 ] [ 17 ] [ 18 ] |
|      | هاكوتشو (CORSA-b)                                                      | ISAS                                                                                   | 21 فبراير 1979   | 16 أبريل 1985  | مدار أرضي (421–433 كم)                                               | [ 69 ] [ 70 ] [ 71 ] |
|      | مستكشف الطاقة العالية العابر (هيت)                                     | ناسا                                                                                   | 9 أكتوبر 2000    | —              | مدار أرضي (590–650 كم)                                               | [ 19 ] [ 20 ] [ 72 ] |
|      | أسترو-إتش (Astro-H)                                                    | منظمة استكشاف الفضاء اليابانية                                                         | 17 February 2016 | 26 March 2016  | مدار أرضي (575 كم)                                                   | [ 73 ] [ 74 ]        |
|      | إنتغرال                                                                | وكالة الفضاء الأوروبية                                                                 | 17 أكتوبر 2002   | —              | مدار أرضي (639–153,000 كم)                                           | [ 22 ] [ 23 ]        |
|      | نوستار (NuSTAR)                                                        | ناسا                                                                                   | 13 يونيو 2012    | —              | مدار أرضي (603.5 كم)                                                 | [ 75 ] [ 76 ]        |
|      | روسات                                                                  | ناسا & مركز الطيران والفضاء الألماني                                                   | 1 يونيو 1990     | 12 فبراير 1999 | إعادة الدخول 23 أكتوبر 2011. المدار الأرضي قبل إعادة الدخول (580 كم) | [ 78 ] [ 79 ] [ 80 ] |
|      | مسبار روسي لتوقيت أشعة إكس (RXTE)                                      | ناسا                                                                                   | 30 ديسمبر 1995   | 3 يناير 2012   | مدار أرضي (409 كم)                                                   | [ 81 ] [ 82 ] [ 83 ] |
|      | سوزاكو                                                                 | منظمة استكشاف الفضاء اليابانية & ناسا                                                  | 10 يوليو 2005    | 2 سبتمبر 2015  | مدار أرضي (550 كم)                                                   | [ 84 ] [ 85 ]        |
|      | مرصد سويفت الفضائي                                                     | ناسا                                                                                   | 20 نوفمبر 2004   | —              | مدار أرضي (585–604 كم)                                               | [ 28 ] [ 29 ]        |
|      | تينما (Astro-B)                                                        | ISAS                                                                                   | 20 فبراير 1983   | 19 يناير 1989  | مدار أرضي (489–503 كم)                                               | [ 86 ] [ 87 ] [ 88 ] |
|      | القمر الصناعي الفلكي الصغير 3 (SAS-C)                                  | ناسا                                                                                   | 7 مايو 1975      | أبريل 1979     | مدار أرضي (509–516 كم)                                               | [ 89 ] [ 90 ] [ 91 ] |
|      | أوورو                                                                  | ناسا                                                                                   | 12 ديسمبر 1970   | مارس 1973      | مدار أرضي (531–572 كم)                                               | [ 92 ] [ 93 ] [ 94 ] |
|      | مقراب إكس إم إم نيوتن الفضائي                                          | وكالة الفضاء الأوروبية                                                                 | 10 ديسمبر 1999   | —              | مدار أرضي (7,365–114,000 كم)                                         | [ 95 ] [ 96 ]        |
|      | مقراب تحوير الأشعة السينية الشديدة النفاذ (هكسمت)                      | إدارة الفضاء الوطنية الصينية                                                           | 14 يونيو 2017    | —              | مدار أرضي منخفض (545-554.1 كم)                                       | [ 97 ]               |

## الأشعة فوق البنفسجية
مقاريب الأشعة فوق البنفسجية تقوم بالرصد في موجات الأشعة فوق البنفسجية، أي بين ما يقرب من 10 و 320 نانومتر. يمتص الغلاف الجوي للأرض الضوء في هذه الأطوال الموجية، لذا يجب إجراء عمليات الرصد في هذه الأطوال الموجية من الغلاف الجوي العلوي أو من الفضاء. وتشمل الأجسام التي تنبعث منها الأشعة فوق البنفسجية الشمس والنجوم والمجرات الأخرى.
| صورة | الاسم                                                                       | وكالة الفضاء                                                  | تاريخ الإطلاق                                         | النهاية        | الموقع                                                 | مراجع                |
| ---- | --------------------------------------------------------------------------- | ------------------------------------------------------------- | ----------------------------------------------------- | -------------- | ------------------------------------------------------ | -------------------- |
|      | إس تي إس-67                                                                 | ناسا                                                          | 2 مارس 1993                                           | 18 مارس 1993   | Earth orbit (349–363 km)                               | [ 100 ] [ 101 ]      |
|      | Astron                                                                      | معهد أبحاث الفضاء التابع لأكاديمية العلوم الروسية             | 23 مارس 1983                                          | يونيو 1989     | Earth orbit (2,000–200,000 km)                         | [ 44 ] [ 45 ] [ 46 ] |
|      | Far Ultraviolet Camera/Spectrograph (UVC)                                   | ناسا                                                          | 16 أبريل 1972                                         | 23 أبريل 1972  | Descartes Highlands on Lunar surface                   | [ 102 ]              |
|      | Astronomical Netherlands Satellite (ANS)                                    | المعهد الهولندي لبحوث الفضاء                                  | 30 أغسطس 1974                                         | يونيو 1976     | Earth orbit (266–1176 km)                              | [ 47 ] [ 48 ]        |
|      | أستروسات                                                                    | منظمة البحوث الفضائية الهندية                                 | 28 سبتمبر 2015                                        | —              | Earth orbit (600–650 km)                               | [ 49 ] [ 50 ] [ 51 ] |
|      | Broad Band X-ray Telescope / Astro 1                                        | ناسا                                                          | 2 ديسمبر 1990                                         | 11 ديسمبر 1990 | Earth orbit (500 km)                                   | [ 55 ] [ 56 ]        |
|      | Cosmic Hot Interstellar Spectrometer (CHIPS)                                | ناسا                                                          | 13 يناير 2003                                         | 11 أبريل 2008  | Earth orbit (578–594 km)                               | [ 103 ] [ 104 ]      |
|      | Extreme Ultraviolet Explorer (EUVE)                                         | ناسا                                                          | 7 يونيو 1992                                          | 31 يناير 2001  | Earth orbit (515–527 km)                               | [ 105 ] [ 106 ]      |
|      | مستكشف طيف الأشعة فوق البنفسجية البعيد (FUSE)                               | ناسا & المركز الوطني للدراسات الفضائية & وكالة الفضاء الكندية | 24 يونيو 1999                                         | 12 يوليو 2007  | Earth orbit (752–767 km)                               | [ 107 ] [ 108 ]      |
|      | مستكشف تطور المجرات (GALEX)                                                 | ناسا                                                          | 28 أبريل 2003                                         | 28 يونيو 2013  | Earth orbit (691–697 km)                               | .                    |
|      | Hisaki (SPRINT-A)                                                           | منظمة استكشاف الفضاء اليابانية                                | 14 سبتمبر 2013                                        | —              | —                                                      | [ 112 ]              |
|      | مرصد هابل الفضائي                                                           | ناسا & وكالة الفضاء الأوروبية                                 | 24 أبريل 1990                                         | —              | Earth orbit (586.47–610.44 km)                         | [ 113 ]              |
|      | Interface Region Imaging Spectrograph (IRIS)                                | ناسا                                                          | 27 يونيو 2013                                         | —              | Earth orbit                                            | [ 114 ] [ 115 ]      |
|      | ساتل كاشف الأشعة فوق البنفسجية الدولي (IUE)                                 | وكالة الفضاء الأوروبية & ناسا & SERC                          | 26 يناير 1978                                         | 30 سبتمبر 1996 | Earth orbit (32,050–52,254 km)                         | [ 116 ] [ 117 ]      |
|      | Korea Advanced Institute of Science and Technology Satellite 4 (Kaistsat 4) | المعهد الكوري لأبحاث الفضاء                                   | 27 سبتمبر 2003                                        | 2007 ?         | Earth orbit (675–695 km)                               | [ 118 ] [ 119 ]      |
|      | مرصد المدار الفلكي 2 (Stargazer)                                            | ناسا                                                          | 7 ديسمبر 1968                                         | يناير 1973     | Earth orbit (749–758 km)                               | [ 120 ] [ 121 ]      |
|      | مرصد فلكي مداري                                                             | ناسا                                                          | 21 أغسطس 1972                                         | فبراير 1981    | Earth orbit (713–724 km)                               | [ 120 ]              |
|      | Orion 1 and Orion 2 Space Observatories                                     | الاتحاد السوفيتي                                              | 19 أبريل 1971 (Orion 1) ; (Orion 2) December 18, 1973 | 1971; 1973     | Earth orbit (Orion 1: 200–222 km; Orion 2: 188–247 km) | [ 122 ] [ 123 ]      |
|      | مرصد سويفت الفضائي (Swift)                                                  | ناسا                                                          | 20 نوفمبر 2004                                        | —              | Earth orbit (585–604 km)                               | [ 28 ] [ 29 ]        |
|      | Venus Spectral Rocket Experiment                                            | ناسا                                                          | 26 نوفمبر 2013                                        | reusable       | suborbital to 300 km                                   | [ 124 ]              |

## مقاريب بصرية
يمتد أقدم شكل من أشكال علم الفلك أو علم الفلك البصري أو الضوء المرئي من 400 إلى 700 نانومتر تقريبا. إن وضع مقراب بصري في الفضاء يعني أن المقراب لا يرى أي آثار الغلاف ابجوي (انظر رؤية فلكية)، مما يوفر صورا عالية الدقة. وتستخدم المقاريب البصرية لرصد النجوم والمجرات والسدم الكواكب والأقراص الكواكبية الأولية، من بين أشياء أخرى كثيرة
| صورة | الاسم                                              | وكالة الفضاء                                             | تاريخ الإطلاق  | النهاية   | الموقع                                        | مراجع                   |
| ---- | -------------------------------------------------- | -------------------------------------------------------- | -------------- | --------- | --------------------------------------------- | ----------------------- |
|      | أستروسات                                           | منظمة البحوث الفضائية الهندية                            | 28 سبتمبر 2015 | —         | Earth orbit (600–650 km)                      | [ 49 ] [ 50 ] [ 51 ]    |
|      | BRITE constellation                                | Austria, Canada, Poland                                  | 2013–2014      | —         | Earth orbit                                   | [ 127 ]                 |
|      | كوروت (مرصد فضائي)                                 | المركز الوطني للدراسات الفضائية & وكالة الفضاء الأوروبية | 27 ديسمبر 2006 | 2013      | Earth orbit (872–884 km)                      | [ 128 ] [ 129 ]         |
|      | غايا (مسبار فضائي) (astrometry)                    | وكالة الفضاء الأوروبية                                   | 19 ديسمبر 2013 | —         | الشمس-الأرض نقاط لاغرانج                      | [ 130 ]                 |
|      | هيباركوس                                           | وكالة الفضاء الأوروبية                                   | 8 أغسطس 1989   | مارس 1993 | Earth orbit (223–35,632 km)                   | [ 131 ] [ 132 ] [ 133 ] |
|      | مرصد هابل الفضائي                                  | وكالة الفضاء الأمريكية ووكالة الفضاء الأوروبية           | 24 أبريل 1990  | —         | Earth orbit (586.47–610.44 km)                | [ 113 ]                 |
|      | كيبلر (مسبار فضائي)                                | ناسا                                                     | 6 مارس 2009    | —         | Earth-trailing heliocentric orbit             | [ 134 ] [ 135 ] [ 136 ] |
|      | MOST                                               | وكالة الفضاء الكندية                                     | 30 يونيو 2003  | —         | Earth orbit (819–832 km)                      | [ 137 ] [ 138 ]         |
|      | Near Earth Object Surveillance Satellite (NEOSSat) | وكالة الفضاء الكندية، DRDC                               | 25 فبراير 2013 | —         | مدار متزامن مع الشمس Earth orbit (776–792 km) | [ 139 ] [ 140 ]         |
|      | مرصد سويفت الفضائي                                 | ناسا                                                     | 20 نوفمبر 2004 | —         | Earth orbit (585–604 km)                      | [ 28 ] [ 29 ]           |

## الأشعة تحت الحمراء ودون المليمتر
طاقة ضوء الأشعة تحت الحمراء أقل من طاقة من الضوء المرئي، وبالتالي ينبعث من الأجسام الأبرد وعلى هذا النحو، يمكن مشاهدة ما يلي في الأشعة تحت الحمراء: النجوم باردة (بما في ذلك الأقزام البنية)، والسدم، والمجرات الحمراء البعيدة.
| صورة | الاسم                                        | وكالة الفضاء                                                                     | تاريخ الإطلاق  | النهاية                                            | الموقع                           | مراجع                   |
| ---- | -------------------------------------------- | -------------------------------------------------------------------------------- | -------------- | -------------------------------------------------- | -------------------------------- | ----------------------- |
|      | أكاري (استرو-F)                              | منظمة استكشاف الفضاء اليابانية                                                   | 21 فبراير 2006 | 24 نوفمبر 2011                                     | مدار أرضي (586.47–610.44 كم)     | [ 143 ] [ 144 ]         |
|      | مرصد هيرشل الفضائي                           | وكالة الفضاء الأوروبية & ناسا                                                    | 14 مايو 2009   | 29 أبريل 2013                                      | الشمس-الأرض نقاط لاغرانج         | [ 147 ] [ 148 ] [ 149 ] |
|      | المرصد الفضائي إيراس                         | ناسا                                                                             | 25 يناير 1983  | 21 نوفمبر 1983                                     | مدار أرضي (889–903 كم)           | [ 150 ] [ 151 ]         |
|      | مرصد الأشعة تحت الحمراء الفضائي (ISO)        | وكالة الفضاء الأوروبية                                                           | 17 نوفمبر 1995 | 16 مايو 1998                                       | مدار أرضي (1000–70500 كم)        | [ 152 ] [ 153 ] [ 154 ] |
|      | وحدة الفضاء الطيارة                          | معهد علوم الفضاء والملاحة الفضائية & الوكالة الوطنية للتنمية الفضائية في اليابان | 18 مارس 1995   | 25 أبريل 1995                                      | مدار أرضي (486 كم)               | [ 155 ] [ 156 ]         |
|      | تجربة الفضاء المتوسط (MSX)                   | بحرية الولايات المتحدة                                                           | 24 أبريل 1996  | 26 فبراير 1997                                     | مدار أرضي (900 كم)               | [ 157 ]                 |
|      | مقراب سبيتزر الفضائي                         | ناسا                                                                             | 25 أغسطس 2003  | —                                                  | مدار شمسي (0.98–1.02 وحدة فلكية) | [ 158 ] [ 159 ]         |
|      | قمر الموجة دون المليمتر الفضائي (SWAS)       | ناسا                                                                             | 6 ديسمبر 1998  | آخر استخدام في 2005                                | مدار أرضي (638–651 كم)           | [ 160 ] [ 161 ]         |
|      | مستكشف الأشعة تحت الحمراء واسع المجال (WIRE) | ناسا                                                                             | 5 مارس 1999    | خارج الخدمة (فشل المهمة)                           | إعادة الدخول مايو 10, 2011       | [ 163 ]                 |
|      | مستكشف الأشعة تحت الحمراء عريض المجال (WISE) | ناسا                                                                             | 14 ديسمبر 2009 | وضع في سبات في فبراير 2011 أعيد تنشيطه في عام 2013 | مدار أرضي (500 كم)               | [ 164 ] [ 165 ] [ 166 ] |

## الميكروويف
مقاريب الموجات الصغرية الفضائية تستخدم في المقام الأول لقياس المعامل الكوني من إشعاع الخلفية الكونية الميكروي.
| صورة | الاسم                                          | وكالة الفضاء           | تاريخ الإطلاق  | النهاية        | الموقع                                             | مراجع                   |
| ---- | ---------------------------------------------- | ---------------------- | -------------- | -------------- | -------------------------------------------------- | ----------------------- |
|      | مستكشف الخلفية الكونية                         | ناسا                   | 18 نوفمبر 1989 | 23 ديسمبر 1993 | مدار أرضي (900 كم)                                 | [ 167 ] [ 168 ]         |
|      | أودين                                          | مؤسسة الفضاء السويدية  | 20 فبراير 2001 | —              | مدار أرضي (622 كم)                                 | [ 169 ] [ 170 ]         |
|      | بلانك (مرصد فضائي)                             | وكالة الفضاء الأوروبية | 14 مايو 2009   | أكتوبر 2013    | الشمس-الأرض نقاط لاغرانج(مهمة) شمسي المركز (مهجور) | [ 148 ] [ 171 ] [ 172 ] |
|      | مسبار ويلكينسون لقياس اختلاف الموجات الراديوية | ناسا                   | 30 يونيو 2001  | أكتوبر 2010    | الشمس-الأرض نقاط لاغرانج                           | [ 173 ]                 |

## راديوية
بما أن الموجات الراديوية تنفذ من الغلاف الجوي شفاف، فإن المقاريب الراديوية الفضائية تستعمل أكثر لقياس لخط الأساسي التداخلي الطويل جداً؛ من خلال القيام بعمليات رصد متزامنة لمصدر راديوي من كل من القمر الصناعي والمقاريب الأرضية وتجميع إشارة المصدر الراديوي الفلكي، لمحاكاة مقراب راديوي حجمة يساوي أقصى مسافة فاصلة بين المقاريب. ويمكن رصد بقايا المستعر الأعظم، وعدسات الجاذبية، ومجرات الانفجار النجمي،وتضخيم الموجات المكروية عن طريق الإشعاع المستحث (ميزر) وأشياء أخرى كثيرة.
| صورة | الاسم                                 | وكالة الفضاء      | تاريخ الإطلاق  | النهاية        | الموقع                        | مراجع                   |
| ---- | ------------------------------------- | ----------------- | -------------- | -------------- | ----------------------------- | ----------------------- |
|      | مختبر الاتصالات والفلك المتقدم للغاية | إيساس             | 12 فبراير 1997 | 30 نوفمبر 2005 | مدار أرضي (560–21,400 كم)     | [ 174 ] [ 175 ] [ 176 ] |
|      | سبكتر-أر (راديواسترون )               | مركز استرو للفضاء | مايو 2011      | —              | مدار أرضي (10,000–390,000 كم) | [ 177 ] [ 178 ] [ 179 ] |

## كشف الجسيمات
تشمل المركبات الفضائية ووحدات القياس الفضائية التي تتحرى عن الجسيمات، وتبحث عن الأشعة الكونية والإلكترونات.
| صورة | الاسم                                                                            | وكالة الفضاء | تاريخ الإطلاق  | النهاية       | الموقع                       | مراجع             |
| ---- | -------------------------------------------------------------------------------- | --- | -------------- | ------------- | ---------------------------- | ----------------- |
|      | مرصد الفلك العالي الطاقة 3 (HEAO 3)                                              | ناسا | 20 سبتمبر 1979 | 29 مايو 1981  | Earth orbit (486.4–504.9 km) | [ 2 ] [ 3 ] [ 4 ] |
|      | مطياف ألفا المغناطيسي (AMS-01)                                                   | ناسا | 2 يونيو 1998   | 12 يونيو 1998 | Earth orbit (296 km)         | [ 180 ]           |
|      | مطياف ألفا المغناطيسي 02 (AMS-02)                                                | ناسا | 16 مايو 2011   | —             | Earth orbit (353 km)         | [ 181 ]           |
|      | مستكشف جسيم المادة المظلمة (DAMPE)                                               | إدارة الفضاء الوطنية الصينية                                                                                               | 17 ديسمبر 2015 | —             | —                            | [ 182 ]           |
|      | مستكشف الحدود بين النجمية                                                        | NASA | 19 أكتوبر 2008 | —             | Earth orbit                  | [ 183 ]           |
|      | Payload for Antimatter Matter Exploration and Light-nuclei Astrophysics (PAMELA) | وكالة الفضاء الإيطالية، INFN، وكالة الفضاء الروسية الفدرالية، مركز الطيران والفضاء الألماني & هيئة الفضاء الوطنية السويدية | 15 مايو 2006   | —             | Earth orbit (350–610 km)     | [ 184 ] [ 185 ]   |
|      | SAMPEX                                                                           | NASA / DE | 3 يوليو 1992   | 30 يونيو 2004 | Earth orbit                  | [ 186 ]           |

## موجات الجاذبية
هناك نوع جديد مقترح من المقراب وهي التي تكشف موجات الجاذبية. وتموجات الزمكان الناتجة عن اصطدام النجوم النيوترونية والثقوب السوداء.
| صورة | الاسم                 | وكالة الفضاء           | تاريخ الإطلاق | النهاية | الموقع           | مراجع   |
| ---- | --------------------- | ---------------------- | ------------- | ------- | ---------------- | ------- |
|      | المركبة الفضائية ليزا | وكالة الفضاء الأوروبية | 3 ديسمبر 2015 | -       | مدار شمسي المركز | [ 187 ] |

## سيتم اطلاقها
ليست في الفضاء بعد:
| صورة | الاسم                                                    | وكالة الفضاء                                               | تاريخ الإطلاق | النهاية | الموقع                         | مراجع   |
| ---- | -------------------------------------------------------- | ---------------------------------------------------------- | ------------- | ------- | ------------------------------ | ------- |
|      | Advanced Telescope for High Energy Astrophysics (ATHENA) | وكالة الفضاء الأوروبية/ناسا/منظمة استكشاف الفضاء اليابانية | 2028          | —       | مخطّط: الشمس-الأرض نقاط لاغرانج | [ 188 ] |
|      | إقليدس                                                   | وكالة الفضاء الأوروبية                                     | 2020          | —       | مخطّط: الشمس-الأرض نقاط لاغرانج | [ 189 ] |
|      | مرصد جيمس ويب الفضائي (JWST)                             | ناسا/وكالة الفضاء الأوروبية/وكالة الفضاء الكندية           | أكتوبر 2018   | —       | مخطّط: الشمس-الأرض نقاط لاغرانج | [ 190 ] |
|      | سبيكتر آر جي                                             | معهد أبحاث الفضاء التابع لأكاديمية العلوم الروسية          | سبتمبر 2017   | —       | مخطّط: مدار أرضي منخفض          | [ 191 ] |
|      | القمر الصناعي لمسح الكواكب العابرة غير الشمسية (TESS)    | ناسا                                                       | مارس 2018     | —       | مخطّط: مدار أرضي مرتفع          | [ 192 ] |

## اقرأ أيضا
- درع شمسي لمقراب جيمس ويب الفضائي
- إقليدس (مقراب فضائي)